# 迈凯伦F1 LM
迈凯伦F1 LM是一款基于迈凯伦F1 GTR的公路跑车，与标准版本的迈凯伦F1相比更加偏向于赛车。除一辆原型车之外，该版本的车型一共只生产了6辆。

## 背景
1995年末，迈凯伦制造了5辆“F1 LM”（LM代表勒芒24小时耐力赛) 用以纪念在1995年勒芒24小时耐力赛中大获全胜的5辆迈凯伦F1 GTR赛车。
标准版本的迈凯伦F1以终极公路跑车的面目示人，但是其在设计时被要求兼顾舒适性和实用性。与之相反，迈凯伦F1的LM版本的设计理念完全以赛道为中心，它配备了更低的底盘，车身更轻，还在悬架系统中使用了坚实的铝制支架避震组，并取消了普通版本F1的地面剪力中心系统。
迈凯伦一共售出了5辆F1 LM，但其实还有一辆原型车以“XP1 LM”的名义存世。它拥有迈凯伦标志性的黄色涂装，目前为迈凯伦集团所有，估价超过400万美元。迈凯伦首席执行官罗恩·丹尼斯曾经表示，如果迈凯伦车队车手刘易斯·汉密尔顿能够获得两次一级方程式赛车世界冠军，就将此车赠予他。然而在2013年，刘易斯·汉密尔顿在获得了一个世界冠军后便离开迈凯伦转投其竞争对手梅赛德斯车队门下。
F1 LM最大的特点便是其标志性的橙黄色车身，目的是为了纪念迈凯伦车队创始人布鲁斯·麦克拉伦，橙黄色便是其参加F1赛事时的代表色。但与迈凯伦官方声明相矛盾的是，当时只有四辆车使用了该颜色的车身（包括原型车），卖给文莱苏丹哈桑纳尔·博尔基亚的两辆F1 LM则是黑色涂装。

## 技术参数

### 重量
迈凯伦F1 LM取消了音响系统等设备，并采用了固定尾翼，通过一系列的减重措施，F1 LM的整车重量仅仅为1062千克，比标准版迈凯伦F1轻了大约60千克。

### 发动机
F1 LM搭载了一台与1995年F1 GTR赛车相同的发动机，重新调校之后压缩比为11比1，最高转速8,500转/分钟，可在7,800转/分钟的转速下提供510千瓦的最大功率，并在4,500转/分钟时输出705牛·米的最大扭矩。该车的马力重量比为3.4 lb/hp。

### 轮胎
迈凯伦F1 LM使用了米其林SX-MXX3轮胎，并特别配备了18英寸（457毫米）镁合金轮毂。 
轮胎尺寸：275/35 ZR 18 （前），345/35 ZR 18（后） 

### 刹车
GTR赛车使用的碳陶瓷刹车系统并没有在LM上出现。前后刹车采用了四活塞整体式轻合金卡钳，并同时配合“GTR95刹车冷却系统”提高制动效率。 

## 性能
| 项目                 | 迈凯伦F1 LM各项数据                                                |
| -------------------- | ------------------------------------------------------------------ |
| 0–60 mph (97 km/h)   | 3.9秒                                                              |
| 0–100 mph (160 km/h) | 6.7秒                                                              |
| 极速                 | 225 mph (362 km/h)，因裝上擾流組件而增添風阻，故此极速比標準版為低 |

## 相關
- 迈凯伦F1
- 迈凯伦P1